# Championnat de Croatie de football 2002-2003
Navigation
Saison précédente Saison suivante
La saison 2002-2003 du Championnat de Croatie de football est la 12e édition de la première division croate.
Le championnat change de nouveau de formule cette saison. Les 12 équipes de 1re division sont groupées au sein d'une poule unique où chaque équipe rencontre ses adversaires deux fois, à domicile et à l'extérieur. À la fin de cette première phase, les six premiers disputent une poule pour le titre, tandis que les six derniers jouent une poule de relégation, avec un barrage contre un club de D2 pour l'avant-dernier et une relégation directe pour le dernier de cette poule.
C'est le Dinamo Zagreb qui termine en tête du championnat. Le club remporte le 7e titre de champion de Croatie de son histoire.

## Les 12 clubs participants
| - Hajduk Split - NK Zagreb - NK Osijek - Dinamo Zagreb - NK Slaven Belupo - NK Zadar | - NK Varteks Varazdin - NK Rijeka - HNK Šibenik - HNK Cibalia - NK Kamen Ingrad Velika - NK Pomorac |

## Compétition
Le barème de points servant à établir les différents classements se décompose ainsi :
- Victoire : 3 points
- Match nul : 1 point
- Défaite, forfait ou abandon du match : 0 point

### Première phase

#### Classement
| Rang | Équipe                 | Pts | J  | G  | N | P  | Bp | Bc | Diff |
| ---- | ---------------------- | --- | -- | -- | - | -- | -- | -- | ---- |
| 1.   | Dinamo Zagreb          | 57  | 22 | 18 | 3 | 1  | 51 | 17 | +34  |
| 2.   | Hajduk Split           | 50  | 22 | 16 | 2 | 4  | 42 | 14 | +28  |
| 3.   | NK Varteks Varaždin    | 45  | 22 | 15 | 0 | 7  | 40 | 21 | +19  |
| 4.   | HNK Cibalia            | 32  | 22 | 9  | 5 | 8  | 28 | 28 | 0    |
| 5.   | NK Kamen Ingrad Velika | 30  | 22 | 7  | 9 | 6  | 23 | 22 | +1   |
| 6.   | NK Zagreb T            | 30  | 22 | 8  | 6 | 8  | 28 | 30 | -2   |
| 7.   | NK Slaven Belupo       | 29  | 22 | 9  | 2 | 11 | 24 | 26 | -2   |
| 8.   | NK Osijek              | 23  | 22 | 6  | 5 | 11 | 21 | 39 | -18  |
| 9.   | NK Zadar               | 21  | 22 | 5  | 6 | 11 | 21 | 40 | -19  |
| 10.  | HNK Rijeka             | 18  | 22 | 5  | 3 | 14 | 23 | 33 | -10  |
| 11.  | NK Pomorac             | 17  | 22 | 3  | 8 | 11 | 26 | 41 | -15  |
| 12.  | HNK Šibenik            | 17  | 22 | 4  | 5 | 13 | 23 | 39 | -16  |

| Légende : Qualifications et relégations | Légende : Qualifications et relégations          |
| --------------------------------------- | ------------------------------------------------ |
|                                         | Participation à la poule pour le titre           |
|                                         | Participation à la poule de promotion-relégation |

### Seconde phase
Avant le démarrage de la seconde phase, les équipes conservent la moitié (arrondi par excès) des points obtenus lors de la première phase.

#### Poule pour le titre
| Rang | Équipe                 | Pts | J  | G  | N  | P  | Bp | Bc | Diff |
| ---- | ---------------------- | --- | -- | -- | -- | -- | -- | -- | ---- |
| 1.   | Dinamo Zagreb          | 78  | 32 | 25 | 3  | 4  | 76 | 27 | +49  |
| 2.   | Hajduk Split C         | 70  | 32 | 22 | 4  | 6  | 56 | 22 | +34  |
| 3.   | NK Varteks Varaždin    | 57  | 32 | 18 | 3  | 11 | 52 | 38 | +14  |
| 4.   | NK Kamen Ingrad Velika | 44  | 32 | 11 | 11 | 10 | 34 | 34 | 0    |
| 5.   | HNK Cibalia            | 43  | 32 | 12 | 7  | 13 | 39 | 44 | -5   |
| 6.   | NK Zagreb T            | 36  | 32 | 9  | 9  | 14 | 40 | 52 | -12  |

| Légende : Qualifications et relégations | Légende : Qualifications et relégations        |
| --------------------------------------- | ---------------------------------------------- |
|                                         | Qualifié pour la Ligue des champions 2003-2004 |
|                                         | Qualifié pour la Coupe UEFA 2003-2004          |
|                                         | Qualifié pour la Coupe Intertoto 2003          |

#### Poule de relégation
| Rang | Équipe           | Pts | J  | G  | N  | P  | Bp | Bc | Diff |
| ---- | ---------------- | --- | -- | -- | -- | -- | -- | -- | ---- |
| 1.   | NK Slaven Belupo | 40  | 32 | 12 | 4  | 16 | 37 | 36 | +1   |
| 2.   | NK Osijek        | 39  | 32 | 10 | 9  | 13 | 32 | 51 | -19  |
| 3.   | HNK Rijeka       | 33  | 32 | 9  | 6  | 17 | 40 | 41 | -1   |
| 4.   | NK Zadar         | 33  | 32 | 9  | 6  | 17 | 36 | 71 | -35  |
| 5.   | NK Pomorac       | 32  | 32 | 7  | 11 | 14 | 42 | 52 | -10  |
| 6.   | HNK Šibenik      | 31  | 32 | 8  | 7  | 17 | 37 | 53 | -16  |

| Légende : Qualifications et relégations | Légende : Qualifications et relégations          |
| --------------------------------------- | ------------------------------------------------ |
|                                         | Participation au barrage de promotion-relégation |
|                                         | Relégation en deuxième division                  |

#### Barrage de promotion-relégation
| Équipe 1        | Résultat | Équipe 2               | Aller | Retour |
| --------------- | -------- | ---------------------- | ----- | ------ |
| NK Pomorac (D1) | 1 - 3    | NK Inter Zapresic (D2) | 0 - 0 | 1 - 3  |

- Le NK Pomorac est relégué en D2 tandis que le NK Inter Zapresic est promu en première division.

## Bilan de la saison
| Tableau d'Honneur                  |               |
| Compétition                        | Vainqueur     |
| Championnat de Croatie de football | Dinamo Zagreb |
| Coupe de Croatie de football       | Hajduk Split  |

| Qualifications européennes 2002-2003 |                                                         |
| Ligue des champions 2003-2004        | Qualifié                                                |
| 2e tour préliminaire                 | Dinamo Zagreb                                           |
| Coupe UEFA 2003-2004                 | Qualifiés                                               |
| Tour préliminaire                    | Hajduk Split NK Varteks Varazdin NK Kamen Ingrad Velika |
| Coupe Intertoto 2003                 | Qualifiés                                               |
| 2e tour 1er tour                     | HNK Cibalia NK Zagreb                                   |

| Promotions et relégations |                               |
| Relégués en 2e division   | NK Pomorac HNK Šibenik        |
| Promus en Prva HNL        | NK Inter Zapresic NK Marsonia |